# UPT Singkuang I
UPT Singkuang I is een bestuurslaag in het regentschap Mandailing Natal van de provincie Noord-Sumatra, Indonesië. UPT Singkuang I telt 360 inwoners (volkstelling 2010).